# Stretton Westwood
Stretton Westwood – osada w Anglii, w hrabstwie Shropshire. Leży 18 km na południowy wschód od miasta Shrewsbury i 207 km na północny zachód od Londynu.